# Phytelephas tumacana
Phytelephas tumacana är en enhjärtbladig växtart som beskrevs av Orator Fuller Cook. Phytelephas tumacana ingår i släktet Phytelephas och familjen Arecaceae. IUCN kategoriserar arten globalt som starkt hotad. Inga underarter finns listade i Catalogue of Life.